# Нидерланды на летних Олимпийских играх 1924
Нидерланды принимали участие в Летних Олимпийских играх 1924 года в Париже (Франция) в пятый раз за свою историю, и завоевали две серебряные, пять бронзовых и четыре золотые медали. 

## Призёры
| Нидерланды на олимпиаде 1924 года в Париже | Нидерланды на олимпиаде 1924 года в Париже                                                                | Нидерланды на олимпиаде 1924 года в Париже | Нидерланды на олимпиаде 1924 года в Париже | Нидерланды на олимпиаде 1924 года в Париже |
| Медали                                     | Спортсмены                                                                                                | Вид спорта                                 | Дисциплина                                 | Результат                                  |
| ------------------------------------------ | --- | ------------------------------------------ | ------------------------------------------ | ------------------------------------------ |
| Золото                                     | Якобюс Виллемс                                                                                            | Велоспорт                                  | 50 км                                      | 1.18.24,0                                  |
| Золото                                     | Антони Бейнен Вильгельм Рёзинг                                                                            | Академическая гребля                       | Двойки распашные без рулевого              | 8.19,4 мин                                 |
| Золото                                     | Адольф ван дер Воорт                                                                                      | Конный спорт                               | Личное троеборье                           | 1976,0                                     |
| Золото                                     | Антониус Коленбрандер Герард де Крёйфф Шарль Фердинанд Паю де Мортанж Адольф ван дер Воорт                | Конный спорт                               | Командное троеборье                        | 5297,5                                     |
| Серебро                                    | Якоб Мейер                                                                                                | Велоспорт                                  | Спринт, 1 км                               |                                            |
| Бронза                                     | Герард ван Дракестейн Мауритиус Петерс                                                                    | Велоспорт                                  | Тандем, 2 км                               |                                            |
| Бронза                                     | Корнелия Боуман Хендрик Тиммер                                                                            | Теннис                                     | Смешанная пара                             |                                            |
| Бронза                                     | Антоней Гейпин Йохан Карп Ян Вреде                                                                        | Парусный спорт                             | 6m                                         |                                            |
| Бронза                                     | Якоб Бот Хенрикюс Брос Ян Де Врис Маринюс ван ден Берге                                                   | Лёгкая атлетика                            | 4 x 100 метров, эстафета, мужчины          | 41,8                                       |
| Бронза                                     | Хендрик Схерпенхёйзен Адрианус де Йонг Йетзе Дорман Ян ван дер Вил Мартен ван Дюлм Хенри Вейнолди-Даниэлс | Фехтование                                 | Командная сабля, мужчины                   |                                            |

## Результаты соревнований

### Академическая гребля
Соревнования по академической гребле проходили на реке Сена в северо-западном предместье Парижа Аржантёе. В зависимости от дисциплины в финал соревнований попадал либо победитель заезда, либо гребцы, занявшие первые два места. В ряде дисциплин спортсмены, пришедшие на предварительном этапе к финишу вторыми, получали право продолжить борьбу за медали в отборочном заезде. В финале участвовали 4 сильнейших экипажа.
Мужчины
| Соревнование | Спортсмены                     | Первый раунд | Первый раунд          | Первый раунд | Отборочный заезд | Отборочный заезд | Финал                | Финал                |
| Соревнование | Спортсмены                     | Заезд        | Время                 | Место        | Время            | Место            | Время                | Место                |
| ------------ | ------------------------------ | ------------ | --------------------- | ------------ | ---------------- | ---------------- | -------------------- | -------------------- |
| одиночки     | Констант Питерс                | 2            | 7:17,8                | 2            | 8:09,4           | 2                | завершил выступление | завершил выступление |
| двойки       | Антони Бейнен Вильгельм Рёзинг | 2            | без соперника 10:02,0 | 1 Q          | не участвовали   | не участвовали   | 8:19,4               | 1                    |

### Бокс
| Спортсмен      | Категория     | 1/16                             | 1/8                                | Четвертьфиналы                   | Полуфиналы                        | Финал                              | Место |
| Спортсмен      | Категория     | Соперник Результат               | Соперник Результат                 | Соперник Результат               | Соперник Результат                | Соперник Результат                 | Место |
| -------------- | ------------- | -------------------------------- | ---------------------------------- | -------------------------------- | --------------------------------- | ---------------------------------- | ----- |
| Лео Турксма    | до 50,8 кг    |                                  | Джеймс Маккензи (GBR) Пор. 16 июля | Завершил выступление             | Завершил выступление              | Завершил выступление               |       |
| Арей Смит      | до 53,5 кг    |                                  | Альф Барбер (GBR) Пор. 16 июля     | Завершил выступление             | Завершил выступление              | Завершил выступление               |       |
| Герман Левей   | до 57,2 кг    |                                  | Джозеф Салас (USA) Пор. 16 июля    | Завершил выступление             | Завершил выступление              | Завершил выступление               |       |
| Хуб Хёйзенар   | до 61,2 кг    | Колин Синклер (AUS) Пор. 16 июля | Завершил выступление               | Завершил выступление             | Завершил выступление              | Завершил выступление               |       |
| Ян Дам         | до 66,7 кг    |                                  | Рой Ингрэм (RSA) Пор. 17 июля      | Завершил выступление             | Завершил выступление              | Завершил выступление               |       |
| Ко Корнелиссен | до 66,7 кг    | Альф Педерсен (NOR) Поб. 15 июля | Патрик Дуайер (IRL) Пор. 17 июля   | Завершил выступление             | Завершил выступление              | Завершил выступление               |       |
| Луис Меувессен | до 72,6 кг    | Эйвинн Йенсен (NOR) Пор. 15 июля | Завершил выступление               | Завершил выступление             | Завершил выступление              | Завершил выступление               |       |
| Карел Мильон   | до 79,4 кг    | Гарри Митчелл (GBR) Пор. 16 июля | Завершил выступление               | Завершил выступление             | Завершил выступление              | Завершил выступление               |       |
| Хенк де Бест   | свыше 79,4 кг |                                  |                                    | Роберт Ларсен (DEN) Поб. 18 июля | Сёрен Петерсен (DEN) Пор. 19 июля | Альфредо Порсио (ARG) Пор. 20 июля | 4     |